# Tennistoernooi van Sydney 1991
|                                       |  |                                   |
| Jana Novotna, winnares bij de vrouwen |  | Guy Forget, winnaar bij de mannen |

Het tennistoernooi van Sydney van 1991 werd van maandag 7 tot en met zondag 13 januari 1991 gespeeld op de hardcourt-buitenbanen van het White City Stadium in de Australische stad Sydney. De officiële naam van het toernooi was Peters International. Het was de 99e editie van het toernooi.
Het toernooi bestond uit twee delen:
- WTA-toernooi van Sydney 1991, het toernooi voor de vrouwen
- ATP-toernooi van Sydney 1991, het toernooi voor de mannen

ATP-toernooi van Sydney – WTA-toernooi van Sydney

Toernooien sinds 1990:
1990 · 1991 · 1992 · 1993 · 1994 · 1995 · 1996 · 1997 · 1998 · 1999 · 2000 · 2001 · 2002 · 2003 · 2004 · 2005 · 2006 · 2007 · 2008 · 2009 · 2010 · 2011 · 2012 · 2013 · 2014 · 2015 · 2016 · 2017 · 2018 · 2019 · 2020 · 2021 · 2022